# Bodiluddelingen 1949
Bodiluddelingen 1949 blev afholdt den 29. april 1949 på Palace Hotels natklub Ambassadeur i København, og markerede den 2. gang at Bodilprisen blev uddelt. Uddelingens vært var Ib Schønberg.
Grundet et umådeligt tæt løb og delte meninger året før om, hvilken film, der skulle modtage prisen for bedste danske film, hvor valget stod mellem Støt står den danske sømand og Soldaten og Jenny valgte de omtrent 20 stemmeberettigede af Filmmedarbejderforeningen ved denne uddeling at lade prisen for bedste film gå til Støt står den danske sømand til trods for at den ikke var en del af filmåret 1949.
Bodil Ipsens og Lau Lauritzen, Jr.s Støt står den danske sømand vandt dermed prisen for bedste danske film og Johannes Meyer vandt prisen for bedste mandlige birolle som Jonas i filmen. Mogens Wieth vandt prisen for bedste mandlige hovedrolle for Kampen mod uretten. Karin Nellemose vandt hele to priser ved uddelingen, da hun modtog prisen for bedste kvindelige hovedrolle for sin rolle i Kampen mod uretten samt prisen for bedste kvindelige birolle for Mens porten var lukket. Som det siden blev normen afholdt Bodilkomitéen sig ikke fra at afvige fra de oprindelige kategorier, og der blev ved denne uddeling introduceret en ny pris, Æres-Bodilen, som gik til fotograf Annelise Reenberg for sit arbejde på filmen Kristinus Bergman.

## Vindere

### Bedste danske film
- Støt står den danske sømand af Bodil Ipsen og Lau Lauritzen Jr.

### Bedste mandlige hovedrolle
- Mogens Wieth for Kampen mod uretten.

### Bedste kvindelige hovedrolle
- Karin Nellemose for Kampen mod uretten.

### Bedste mandlige birolle
- Johannes Meyer for Støt står den danske sømand

### Bedste kvindelige birolle
- Karin Nellemose for Mens porten var lukket.

### Bedste europæiske film
- Hamlet af Laurence Olivier.

### Bedste amerikanske film
- Monsieur Verdoux af Charles Chaplin

### Æres-Bodil
- Fotograf Annelise Reenberg for sit arbejde på filmen Kristinus Bergman.[2]